# 세계구족화가협회
세계구족화가협회(世界口足畫家協會, Association of Mouth and Foot Painting Artists of the World)는 협회 소속 구족화가들이 제작한 구족회화의 판매를 돕는 영리 국제기구이다. 협회 가입의 전제 조건으로 모든 예술가는 손을 제대로 사용할 수 없어야 한다. 이 협회는 76개국에 있는 약 820명의 예술가를 대표하며, 이 중 143명(2016년 기준)이 정회원으로, 가입일부터 사망 시까지 협회로부터 매월 수당을 받는다. 나머지 예술가들은 학생 신분으로, 정회원으로 승급될 때까지 매월 장학금을 받는다.
이 기구의 주요 제품은 회원 예술가들이 디자인한 크리스마스 카드이다. 이 카드들은 매년 크리스마스를 앞둔 시기에 전 세계 48개국에서 직접 우편 판매된다. 다른 제품으로는 엽서, 미술 프린트, 달력 등이 있다.
리히텐슈타인에 있는 모회사는 특정 그림의 복제권을 획득하여 이를 국제적으로 배포한다. 원작품은 또한 전 세계에서 열리는 전시회를 통해 판매된다. 회원들이 제작한 작품들은 제네바 유엔 사무소와 스트라스부르의 유럽평의회에서도 전시된 바 있다.

## 역사
세계구족화가협회는 1957년 리히텐슈타인에서 세계구족화가연합회(Vereinigung der Mund- und Fussmalenden Künstler in aller Welt, e. V., VDMFK)라는 이름으로 설립되었다. 이 단체는 '자조' 조직으로 설계되어 모든 구필화가나 족필화가의 회화 기술을 향상시키고, 그들의 예술 작품을 홍보하며, 재정적으로 지원하는 것을 목적으로 했다.

### A. 에리히 슈테그만
협회의 초대 회장인 아르눌프 에리히 슈테그만은 구족회화 발전에 있어 중요한 인물이었다. 1912년 독일 다름슈타트에서 태어난 슈테그만은 2세 때 소아마비로 양팔을 사용할 수 없게 되었다. 그럼에도 불구하고 그의 예술적 재능은 곧 교사들에 의해 인정받고 지원을 받았다. 그는 오직 입만을 사용하여 다양한 붓과 화풍을 능숙하게 다뤘다. 그는 뉘른베르크 서적무역・그래픽 고등교육학교에서 교육을 받았으며, 예술가 에르빈 폰 코르뫼디와 한스 게르슈타커에게 사사했다. 그는 시장에서 자신의 예술 카드와 프린트를 판매하며 생계를 꾸렸다. 제2차 세계 대전 이후에는 "데노흐"("그럼에도 불구하고"라는 뜻)라는 이름으로 자신의 출판사를 설립했다.
1953/54년에 그는 일종의 예술가 공동체로서 "구족화가단"(Lodge of Mouth and Foot Painting Artists)을 조직했다. 이는 국제적인 "세계구족화가협회"로 발전했고, 슈테그만은 종신 회장으로 선출되었다.

## 목적
협회가 명시한 목적은 다음과 같다.
- 가능한 한 많은 구족화가를 찾는다.

- 구족화가들의 이익을 보호하고 증진하며, 그들의 근로 및 생활 조건을 개선하고, 특히 작품의 상업적 활용을 촉진함으로써 그들의 예술적 능력과 기술을 향상시킨다.

- 전 세계 여러 나라의 출판사들과 계약을 체결하고 협상한다.

- 구족화가의 발전을 위해 장학금을 지급한다.

- 협회나 다른 기관이 소유한 문헌과 의료 또는 기타 보조 기구를 수집하여 회원이나 학생 회원들이 이용할 수 있도록 한다.

- 구족화가들의 전시회를 조직한다.

- 회원들이 창작한 작품을 수집, 분류, 관리한다.

## 회원 조직

### 영국
구족화가협회(Mouth and Foot Painting Artists, MFPA)는 영국의 구화가 및 족화가를 위한 조직으로, 세계구족화가협회의 회원 조직이다. 이 협회는 장애인들을 대표하는 조직의 사업 활동을 장애인들이 직접 담당하도록 요구하는 법률이 제정된 후인 1973년에 설립되었다.

### 한국
세계구족화가협회 한국지부는 1992년 1월에 설립되어 한국의 구족화가를 발굴하고 지원하는 중추적 역할을 담당해오고 있다. 현재 한국지부에는 18명의 국내 예술가가 회원으로 활동하고 있으며, 협회가 임명한 운영진은 구족화가의 자립을 돕고자 예술가들의 작품으로 제작한 카드와 달력을 봄, 겨울 두 차례에 걸쳐 우편 판매하고 있다. 아울러 회원들의 작품을 대중에게 알리기 위해 전시회와 강연회 등 다양한 문화행사를 개최하고 있다.